# سيفيرين موسر
سيفيرين موسر هو منافس ألعاب قوى سويسري، ولد في 23 أكتوبر 1962.

## وصلات خارجية
- سيفيرين موسر على موقع أوليمبيديا (الإنجليزية)